# Christian von Haugwitz
Christian August Heinrich Curt von Haugwitz, à partir de 1786 comte von Haugwitz (né le 11 juin 1752 dans le domaine de Peucke près d’Œls en Basse Silésie - décédé le 9 février 1832 à Venise), était un homme politique, diplomate et juriste prussien.
Von Haugwitz a été ministre des Affaires étrangères de Prusse à partir de 1792.

## Biographie
Haugwitz, issu d'une ancienne famille noble morave et silésienne, étudia le droit à Halle et Göttingen, puis voyagea en Italie, avant d'administrer le domaine familial de Silésie pendant une dizaine d'années. Il fut initié dans la franc-maçonnerie en 1774, avec le grade de Chevalier errant auprès de la loge leipzigoise Minerve aux Trois Palmes. Son nom dans la F.M était "  a Monte Santo " . En 1775 il adhéra avec les frères Stolberg à la société qui avait recueilli l'adhésion de Goethe lors de son voyage en Suisse. En 1791, la Haute Chambre de Silésie l'élut administrateur général.
Après bien des démarches il parvint à obtenir du roi Frédéric-Guillaume II un poste au gouvernement et en 1792 fut envoyé en ambassade à la cour de Vienne. Fin 1792, il était appelé au cabinet ministériel à Berlin, chargé notamment des Affaires Étrangères : à ce poste, il négocia le 19 avril 1794 avec le Royaume-Uni à La Haye le versement de subsides de guerre pour poursuivre le combat contre les Républicains français dans les Pays-Bas, et par son habileté parvint ensuite à conclure avec la France le traité de Bâle (5 avril 1795) qui évitait à la Prusse un funeste enlisement.
En récompense de ces exploits, il reçut du roi une récompense de  200 000 thalers. À partir de 1802, il dirigea à sa guise les Affaires Étrangères, mais il s'en remit le plus souvent à un de ses collaborateurs, Johann Wilhelm Lombard (de), qui de son côté menait une politique pro-française. Mais lorsqu'en 1803 les Français occupèrent Hanovre au mépris de la neutralité des principautés d'Allemagne du nord, le comte Haugwitz, n'ayant pu obtenir du roi ni la déclaration de guerre à la France, ni même un ultimatum, préféra s'en retourner sur ses terres en août 1804, le comte von Hardenberg prenant sa succession.
Tout au long de sa retraite, Haugwitz restait en contact avec les milieux dirigeants, et il usait de toute son influence pour ruiner la politique pro-française de Hardenberg. Mais ses représentations au roi restaient sans effet jusqu'au jour où Napoléon fit traverser la Prusse Rhénane à son armée pour annexer la Principauté d’Ansbach. Une visite du tsar Alexandre Ier à Berlin finit de décider le roi de Prusse à se dresser contre l’envahisseur : il rappela Haugwitz aux Affaires Étrangères, et le chargea de transmettre l'ultimatum de la Prusse à Napoléon.
Mais cette fois, le courage manqua à Haugwitz ; par des détours il retarda son arrivée à l'État major ennemi, inquiet des rumeurs de paix séparée entre l'Autriche et la France, et comptant aussi donner un peu de temps au duc de Brunswick pour lever une armée. Lorsqu'enfin le ministre prussien se présenta devant Napoléon, ce dernier devina ses pensées et fit semblant de temporiser. Le 2 décembre, la bataille d'Austerlitz vidait de son sens la mission du ministre prussien, qui eut la tâche accablante de parapher au nom de la Prusse le traité de Schönbrunn le 15 décembre suivant. Par ce traité, la Prusse cédait à la France les principautés d’Ansbach, de Clèves et de Neuchâtel en contrepartie du Hanovre (s'aliénant par là-même l'Angleterre!).
Le 15 février 1806, von Haugwitz signait à Paris un nouvel armistice qui cette fois isolait définitivement la Prusse des autres puissances coalisées et l'opposait de facto à la Grande-Bretagne. Haugwitz conservait cependant la direction des affaires (Hardenberg étant, lui, déchu à la demande expresse des vainqueurs). Enfin une nouvelle confrontation avec la France devint inévitable, mais la campagne militaire de 1806 tourna au désastre pour la Prusse. Haugwitz, qui travaillait pendant les hostilités au quartier général, suivit la famille royale dans sa fuite en Prusse Orientale, et enfin se vit signifier son congé à Osterode en novembre 1806.
Retourné sur ses terres, il fut nommé en 1811 régent de l’Université de Breslau, mais à partir de 1820 il passa le plus clair de son temps en Italie, se partageant entre Venise, Padoue et sa villa Contarini des environs d’Este, en rédigeant ses mémoires( « Fragment des mémoires inédits du comte de Haugwitz », Iéna, 1837), où il tente de justifier son action politique. Il mourut à Venise en 1832.

## Famille
Ses parents sont le président de la chambre du Wurtemberg Karl Wilhelm Friedrich von Haugwitz (1704-1786), héritier de Krappitz et Steinau, Peuke et Pannwitz, et son épouse Johanna Sibylle von der Marwitz (de) (1719-1801), de la branche de Sellin. Il se marie en 1777 à Lossow avec Johanna Katharina von Tauentzien (de) (née en 1755), la fille du général Friedrich Bogislav von Tauentzien. Le couple a plusieurs enfants, dont :
- Paul (de) (1791-1856), lieutenant-colonel prussien, aide de camp du général Tauentzien von Wittenberg et du maréchal Yorck von Wartenburg, et écrivain.
- Catharina (mai 1792-1839) mariée avec le comte Hans Wilhelm Adolf von Kalckreuth (1766-1830), conseiller de légation prussien.

Ainsi qu'avec Rosa Richter :
- Rosamunde Ernestine Pauline (1804-1883) mariée avec Georg Benjamin Mendelssohn (de) (1794-1874)

## Publications
- Hirten-Brief an die wahren und ächten Freymäurer alten Systems, Leipzig: Böhme 1791[2]; erneut Wien 1850.